# Вяткина (приток Пижмы)
Вяткина — река в России, протекает по Усть-Цилемскому району Республики Коми. Устье реки находится в 81 км по левому берегу реки Пижма. Длина реки составляет 60 км.

## Данные водного реестра
По данным государственного водного реестра России относится к Двинско-Печорскому бассейновому округу, водохозяйственный участок реки — Печора от водомерного поста Усть-Цильма и до устья, речной подбассейн реки — бассейны притоков Печоры ниже впадения Усы. Речной бассейн реки — Печора.
Код объекта в государственном водном реестре — 03050300212103000078700.